# Shunji Fujimura
Pour les articles homonymes, voir Fujimura.
Shunji Fujimura (藤 村 俊 二 / Fujimura Shunji), né le 8 décembre 1934 à Kamakura, dans la préfecture de Kanagawa et mort le 25 janvier 2017, à l'âge de 82 ans, est un acteur japonais Seiyū (comédien de doublage) et chorégraphe. 
Il choisit comme pseudonyme d'artiste O'hyoi-san (お ヒョイ さん). Parmi ses rôles au cinéma ou dans des séries de télévision, on peut citer ses apparitions dans la seconde série de Monkey, où il incarne le Cheval, série inspirée par le livre La Pérégrination vers l'Ouest, classique de la littérature chinoise écrit par Wu Cheng'en, adapté et traduit en anglais par Arthur Waley, et diffusée par la chaîne NHK de 1978 à 1980.
Il possédait et a exploité un bar de Minami-Aoyama, Minato-ku, Tokyo appelé Wine & Bar O'hyoy.[réf. nécessaire]

## Filmographie

### Cinéma
- 1997 : Welcome Back, Mr. McDonald (Rajio no jikan) de Kōki Mitani
- Death Note (2006)
- Death Note 2: The Last Name (2006)
- Helen the Baby Fox (2006)
- L: Change the WorLd (2008)

### Télévision
- Souri to Yobanai de
- Fukigen na Kajitsu
- Kamisan nanka kowakunai
- Oatsui no ga Osuki
- Omizu no Hanamichi
- Kaiki Daikazoku
- Fight
- Monkey (1979)
- Osama no Restaurant (1995)
- Rikon Bengoshi (2004)
- Densha Otoko DX~Saigo no Seizen (2006)
- Imo Tako Nankin (2006)
- Happy Boys (2007)

### Anime
- Black Butler (2008) – Tanaka
- Black Butler II (2010) – Tanaka
- Black Butler: Book of Circus (2014) – Tanaka